# Galerij (bouw)

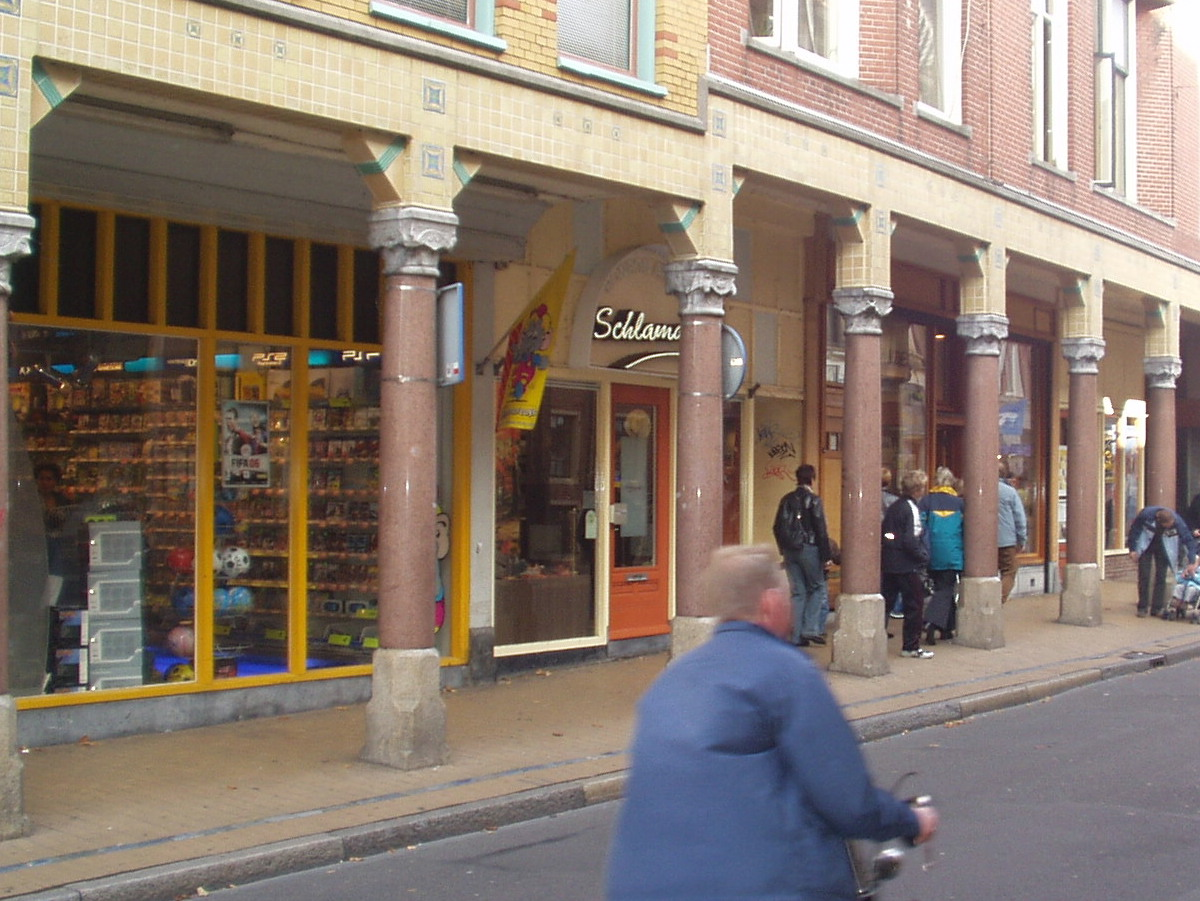
Winkelgalerij in de Brugstraat in Groningen

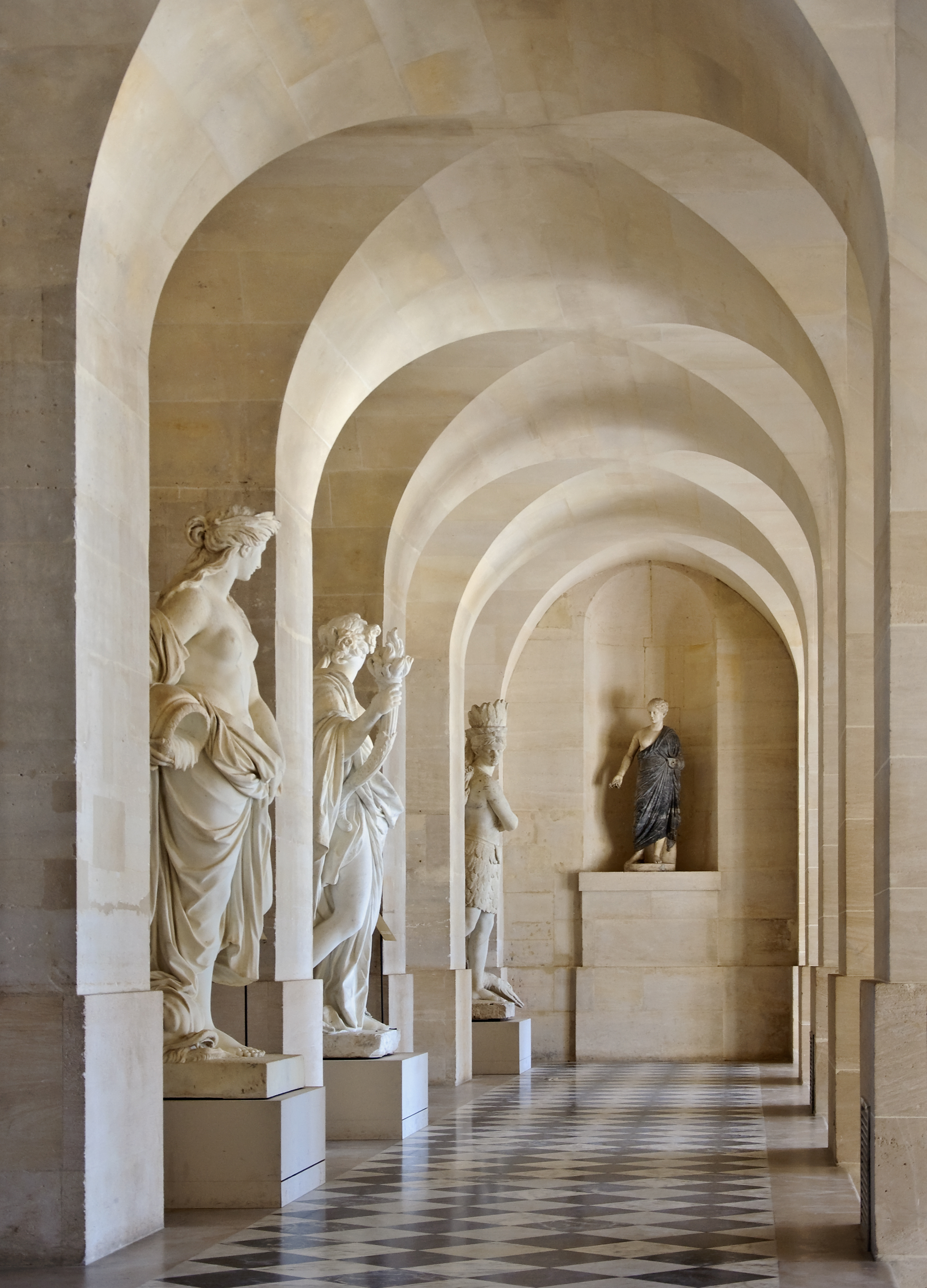
De Galerie basse (benedengalerij) van het Kasteel van Versailles, Frankrijk

Het woord galerij kan in de bouwkunst verschillende betekenissen hebben. Meestal betreft het een lange, vrij smalle gang of passage, die soms halfopen is.

## Halfopen gang
In de meest gebruikelijke vorm is het een aan een zijde open overdekte gang aan de buitenzijde van een gebouw. Meestal is een dergelijke galerij inpandig; soms ook aangebouwd. Aan de straatzijde zorgen pijlers of zuilen voor de ondersteuning. Varianten hierop zijn de colonnade (zuilengalerij) en de arcade (bogengalerij).
Vaak bevinden zich in een galerij winkels of horeca. De galerij beschut het winkelend publiek tegen regen en directe zonnestraling. Om die laatste reden hebben veel gebouwen in Zuid-Europese binnensteden galerijen. Ook de Zwitserse stad Bern heeft echter een grote lengte aan galerijen, lokaal Lauben geheten, bij elkaar zo'n 6 km.

## Overdekte winkelstraat
Een variant op de half open (winkel)galerij is de overdekte galerij of winkelpassage, meestal met winkels aan beide zijden van de geheel inpandige straat. Winkelpassages waren vooral populair in de twee helft van de negentiende eeuw. Sommige hebben een voorname of exclusieve uitstraling, zoals de Koninklijke Sint-Hubertusgalerijen in Brussel, de Passage in Den Haag en de Galleria Vittorio Emanuele in Milaan.

## Lange zaal in paleizen
Een ander soort galerij is de lange, meestal hoge zaal of passage, die vaak te vinden is in paleizen of landhuizen en die verschillende delen van het gebouw met elkaar verbindt. Een dergelijke galerij was vaak ingericht als beelden- en schilderijenzaal (vergelijk galerie; in Engelstalige landen ook gebruikt als synoniem voor museum of museumzaal). Voorbeelden hiervan zijn te vinden in het Kasteel van Versailles zoals de Spiegelzaal. Ook de zogenaamde long galleries in Engelse landhuizen behoren tot deze categorie.

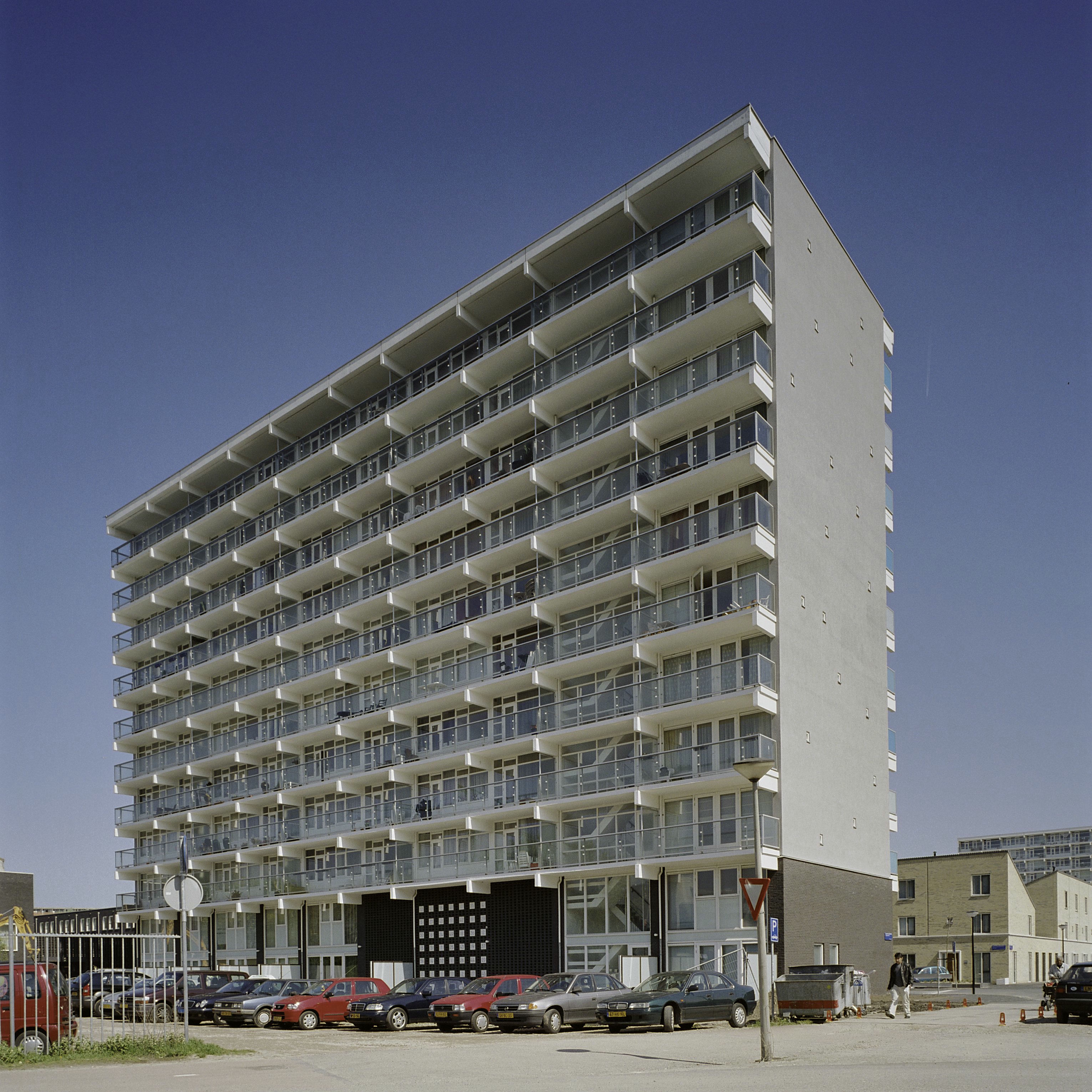
Galerijflat in de Bijlmermeer.

## Galerijflat
Flatgebouwen hebben vaak galerijen. Bij een galerijflat bevinden zich de ingangen van de woningen aan halfopen gangen; dit in tegenstelling tot portiekflats. Deze galerijen hebben vaak het uiterlijk van lange, aaneengeregen balkons.